# Bugetare participativă

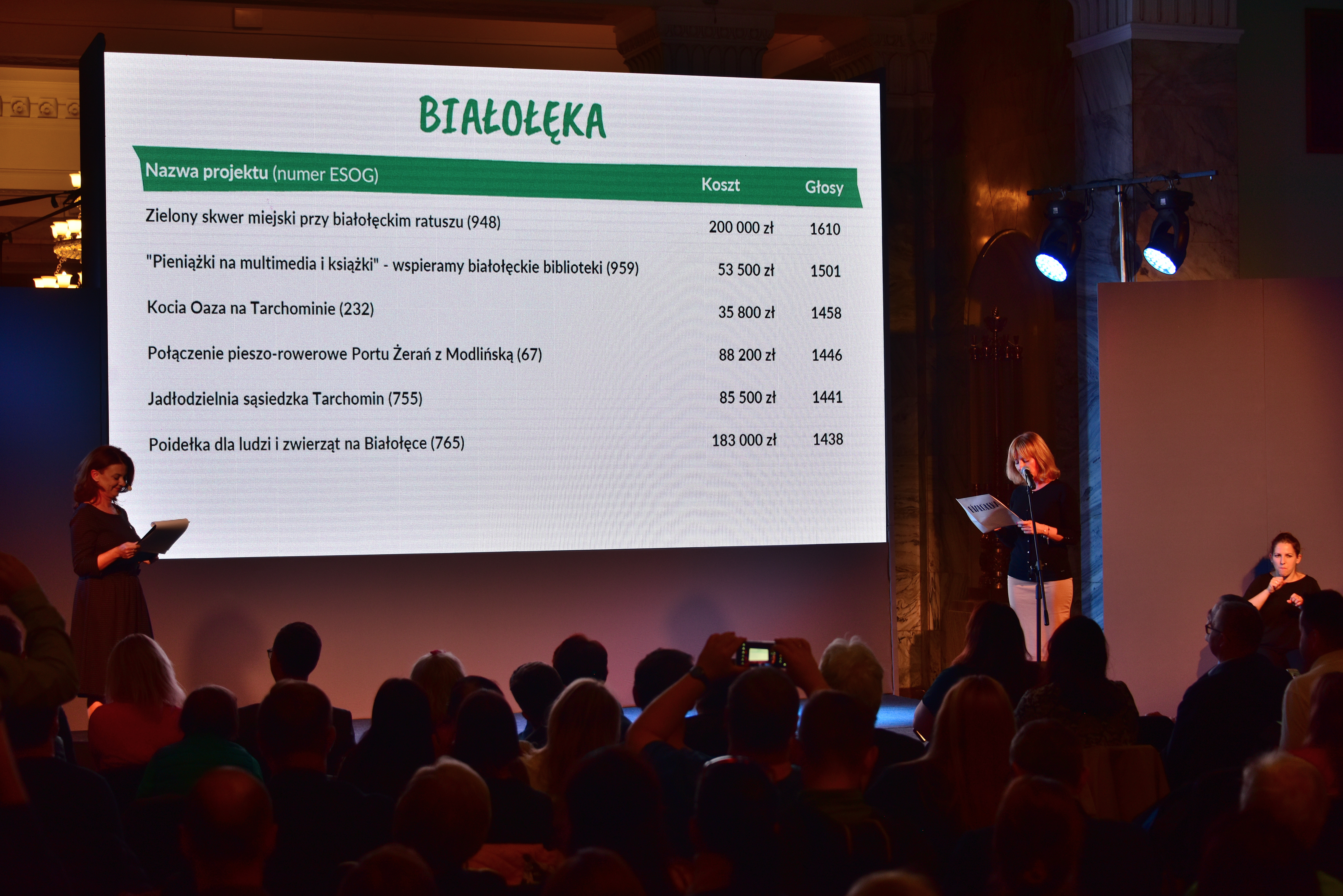
Prezentarea proiectelor câștigătoare din programul de bugetare participativă al districtului Białołęka, Varșovia

Bugetarea participativă este un tip de implicare cetățenească în care oamenii obișnuiți decid cum să aloce o parte dintr-un buget municipal sau public printr-un proces democratic de luare a deciziilor. Bugetarea participativă permite cetățenilor sau rezidenților unei localități să identifice, să discute și să prioritizeze proiectele de cheltuieli publice și le oferă puterea de a lua decizii reale cu privire la modul în care sunt cheltuiți banii.

Procesele de bugetare participativă sunt de obicei concepute pentru a-i implica pe cei lăsați în afara metodelor tradiționale de implicare publică, cum ar fi rezidenții cu venituri mici, non-cetățeni și tineri. Un studiu de caz cuprinzător al opt municipalități din Brazilia, care analizează succesele și eșecurile bugetării participative, a sugerat că aceasta duce adesea la cheltuieli publice mai echitabile, o mai mare transparență și responsabilitate guvernamentală, niveluri crescute de participare publică (în special a rezidenților marginalizați sau mai săraci) și învățarea democratică și a cetățeniei.  Bugetul participativ este una dintre numeroasele inovații democratice, cum ar fi Adunarea cetățenilor din Columbia Britanică, care cuprind idealurile unei democrații participative.
Cadrele de bugetare participativă diferă între țări în ceea ce privește scara, procedura și obiectivul. Bugetul participativ, în concepția sa, este adesea contextualizat pentru a se potrivi condițiilor și nevoilor specifice unei regiuni. Astfel, amploarea bugetării participative variază în funcție de faptul că este realizată la nivel municipal, regional sau provincial. În multe cazuri, bugetarea participativă a fost aplicată și reglementată legal; cu toate acestea, unele programe sunt aranjate intern. De la invenția inițială din Porto Alegre, Brazilia, în 1988, bugetarea participativă s-a manifestat într-o multitudine de modele, cu variații în metodologie, formă și tehnologie.  Începând cu 2014, bugetarea participativă a fost implementată în aproape 1.500 de municipalități și instituții din întreaga lume.